# Josip Bozanić
Josip Bozanić (Rijeka, 20. ožujka 1949.), hrvatski kardinal i nadbiskup zagrebački u miru. Od 9. srpnja 2014. član je povjerenstva za nadzor Ustanove za religijska djela, poznatije kao Vatikanske banke. Papa Franjo imenovao ga je u studenome 2016. i članom Kongregacije za bogoštovlje i disciplinu sakramenata. Isti papa prihvatio je njegovo odreknuće od službe zagrebačkoga nadbiskupa i metropolita 15. travnja 2023. Šesti je zagrebački nadbiskup imenovan kardinalom.

## Mlade godine
Rođen je u Rijeci 20. ožujka 1949. godine na Sušaku kao prvo dijete Ivana i Dinke rođene Valković. Ima još dva brata i sestru. Brat Antun također je svećenik. U 19. stoljeću njegov je dalji predak, Bartul Bozanić, također bio krčki biskup. Bozanićeva obitelj živjela je u Vrbniku na Krku, gdje je završio osnovnu školu, po završetku koje odlazi u sjemenište u Pazinu. Tijekom ljetnih praznika odlazio je raditi u Njemačku, u knjižnicama, kako bi učio njemački jezik. Nakon položene mature upisuje Teološki fakultet u Rijeci, no posljednju godinu završava u Zagrebu. Diplomski rad bio mu je o djelu biskupa Antuna Mahnića.

## Svećeništvo
Nakon studija Bozanić služi vojni rok u Peći na Kosovu. Povratkom sa služenja vojnog roka zaređen je za svećenika Krčke biskupije, 29. lipnja 1975. godine u Krku. Mladu misu služio je u Vrbniku. Bio je kapelan u Malom Lošinju, a u Velom Lošinju zamjenik župnika. U jesen 1979. pozvan je u Rim, u kojemu ostaje gotovo sedam godina u Hrvatskome papinskom zavodu, polazeći studij dogmatike na Gregoriani i studij Crkvenog prava na Lateranskom sveučilištu. Čelni ljudi Zavoda žele ga uključiti u rad Kongregacije za kler, no odbija prijedlog i vraća se u domovinu. Nakon povratka 1986. godine na Krk župni je vikar. Vrlo brzo imenovan je za kancelara Biskupskog ordinarijata na Krku. Iduće godine postaje i generalni vikar Krčke biskupije te sudski vikar.
Na Teologiji u Rijeci predaje kolegij o sakramentima. Dana 10. lipnja 1989. zaređen je za biskupa po rukama glavnoga zareditelja, kardinala Franje Kuharića i suzareditelji msgr. Josipa Pavlešića, nadbiskupa i metropolita riječko-senjskog te msgr. Karmela Zazinovića, biskupa krčkog. S četrdeset godina bio je jedan od najmlađih biskupa u Europi u trenutku ređenja. Kao krčki biskup zalagao se za ukidanje mostarine za prelazak Krčkog mosta. Kao predstavnik Crkve imenovan je na čelo povjerenstva za sastavljanje međudržavnih ugovora između Svete Stolice i Hrvatske. Godine 1994. kardinal Kuharić stječe uvjete za mirovinu i svoj mandat stavlja na raspolaganje papi Ivanu Pavlu II., a on ga u nadbiskupskoj službi ostavlja još tri godine. 

## Nadbiskup i kardinal
Dana 5. srpnja 1997. papa Ivan Pavao II. obznanio ga je za Kuharićeva nasljednika na Kaptolu. Papin blagoslov za novoga zagrebačkog nadbiskupa zatekao ga je na mjestu predsjednika Nadzornoga odbora Vijeća hrvatskog Caritasa, člana Hrvatske biskupske konferencije i predsjednika Odbora za obilježavanje Nove 2000. godine. 
Proglašen je kardinalom 21. listopada 2003. godine. Dodijeljen mu je tada kardinalski naslov hrvatske crkve svetog Jeronima u Rimu. Ušao je u posjed crkve 27. veljače 2005. godine.
Za svoje geslo izabrao je: „Da život imaju” (lat. Ut vitam habeant).
Papa Franjo imenovao ga je početkom studenoga 2016. članom Kongregacije za bogoštovlje i disciplinu sakramenata.
Papa Franjo prihvatio je njegovo odreknuće od službe zagrebačkog nadbiskupa metropolita 15. travnja 2023.

### Članci
- Bogdan, Jure. 2005. Hrvatska crkva svetog Jeronima u Rimu i njezini kardinali naslovnici. Crkva u svijetu. Sveučilište u Splitu - Katolički bogoslovni fakultet. Split. 40 (2): 187–205

## Vanjske poveznice
|  | Wikicitati imaju zbirke citata o temi Josip Bozanić |

- Razgovor za Glas Koncila  Arhivirana inačica izvorne stranice od 8. studenoga 2007. (Wayback Machine)

| Titule u Katoličkoj Crkvi    | Titule u Katoličkoj Crkvi          | Titule u Katoličkoj Crkvi |
| ---------------------------- | ---------------------------------- | ------------------------- |
| prethodnik Karmelo Zazinović | krčki biskup 1989. – 1997.         | nasljednik Valter Župan   |
| prethodnik Franjo Kuharić    | zagrebački nadbiskup 1997. – 2023. | nasljednik Dražen Kutleša |